# T-84
T-84M 오플롯M 전차는 우크라이나 육군의 주력 전차이다. T-80UD의 우크라이나 독자 개량형으로, 프랑스와의 기술협력으로 개발된 125mm 활강포를 장착했으며 케로젤 자동장전장치 대신 프랑스와의 기술협력으로 개발된 자동장전장치를 채택하였다. 콘탁트-5 대신 우크라이나에서 개발된 독자적인 폭발 반응 장갑을 장착하였다.

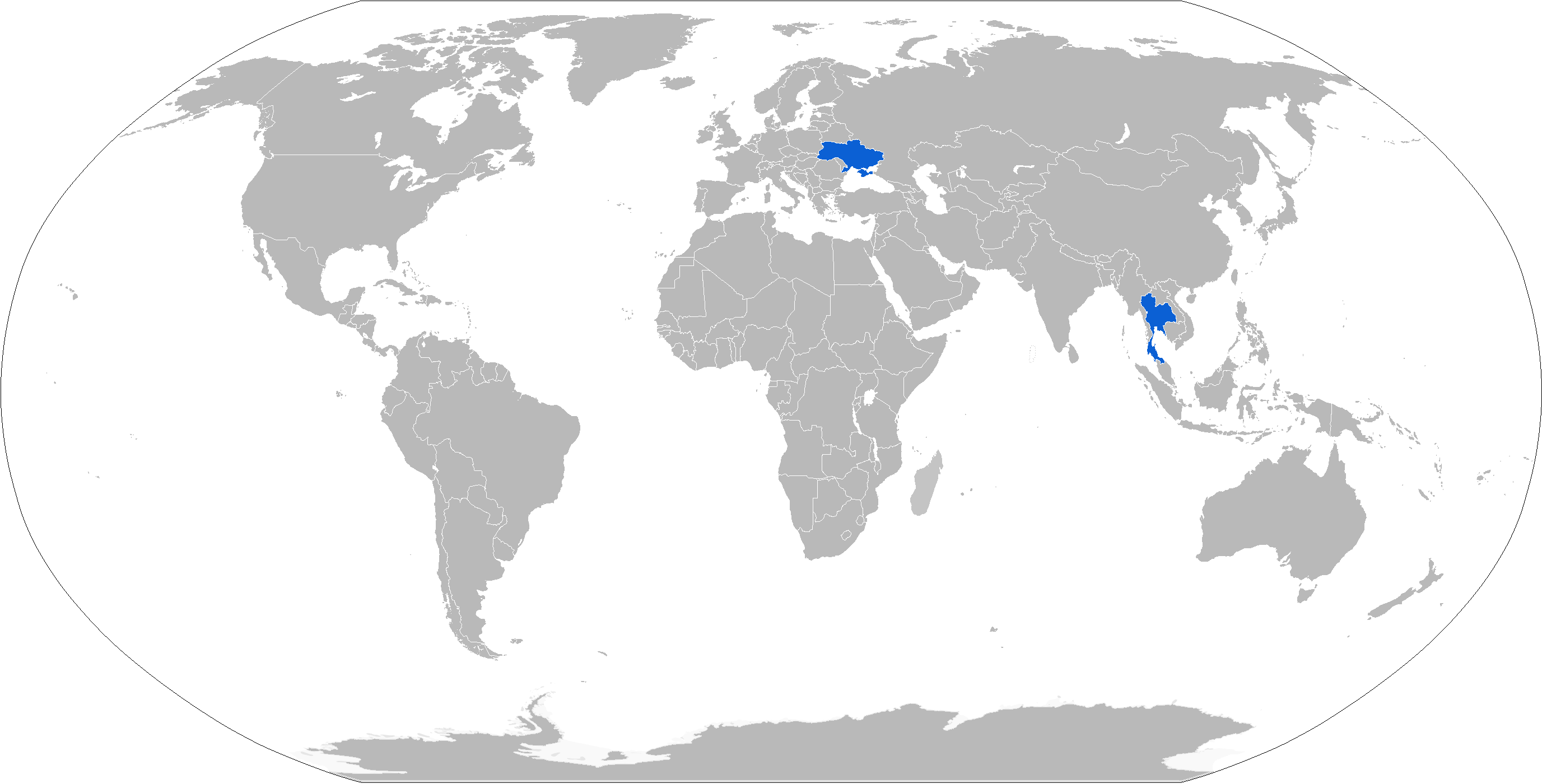
T-84 전차의 운용국

## 같이 보기
- M-84
- T-80
- 96식 전차